# Iphiaulax longitarsis
Iphiaulax longitarsis är en stekelart som beskrevs av Cameron 1904. Iphiaulax longitarsis ingår i släktet Iphiaulax och familjen bracksteklar. Inga underarter finns listade i Catalogue of Life.